# Mercedes-Benz M159 (двигатель)

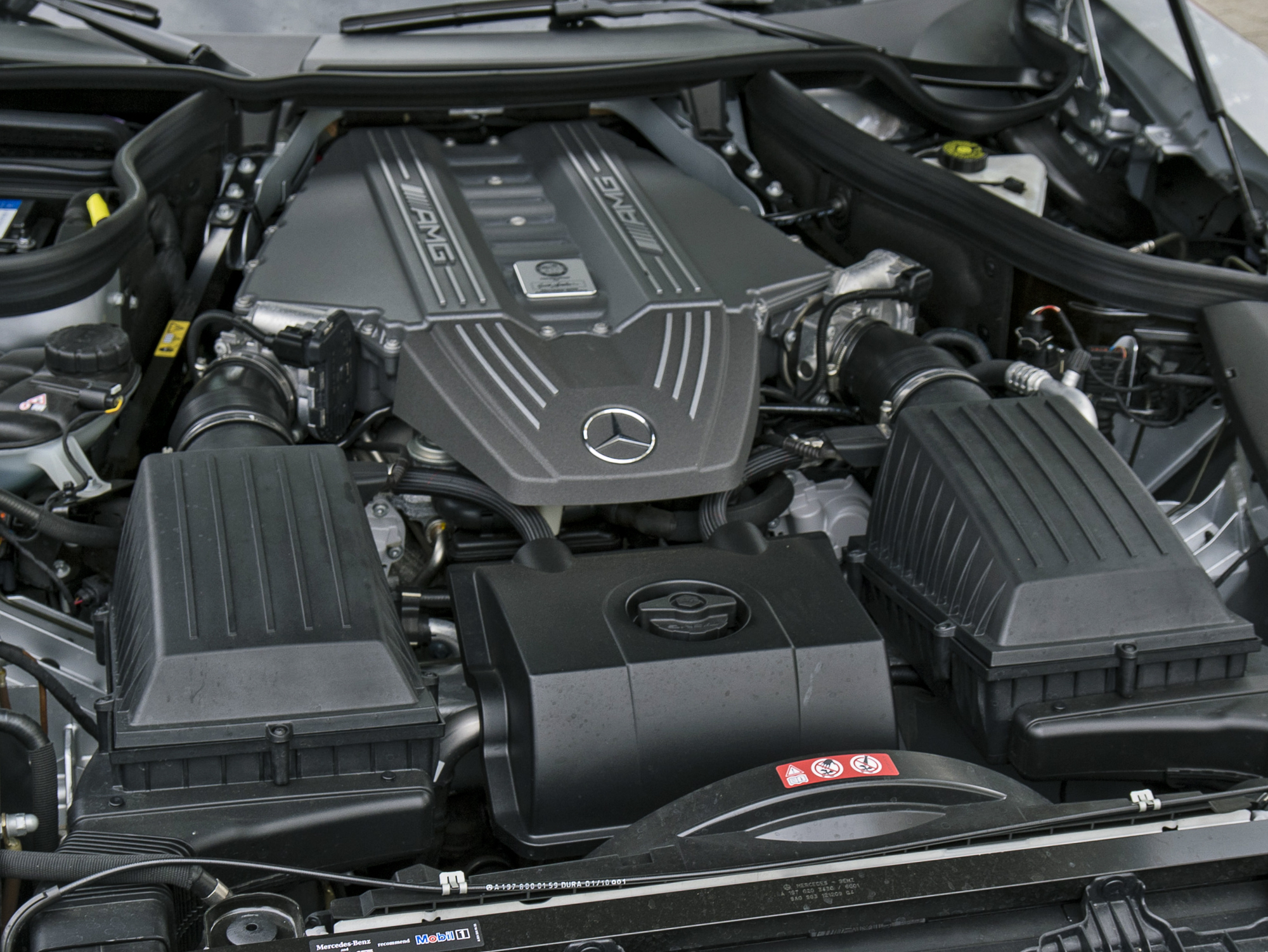
Двигатель Mercedes-Benz M159

Mercedes-Benz M159 — модернизированная версия атмосферного 6,2-литрового V8 двигателя M156, созданная в 2009 году и впервые представленная на автомобиле Mercedes-Benz SLS AMG.

## История
Двигатель Mercedes-Benz M159 был разработан на основе силового агрегата M156 подразделением Mercedes-AMG в 2009 году. Впервые он был установлен на автомобиле Mercedes-Benz SLS AMG.
Наиболее мощная модификация была представлена в 2012 году на автомобиле SLS AMG Black Series.
В 2013 году двигатель был установлен на автомобиль Mercedes-AMG E63, который принимал участие в гонках V8 Supercars.
В 2016 году планируется презентация спорткара Mercedes-AMG GT (C190) с модификацией атмосферного двигателя M159.

## Описание
Силовой агрегат в конфигурации V8 с 32 клапанами под индексом M159 представляет собой модернизированную версию двигателя M156. По сравнению со стандартным вариантом, он включает в себя новую систему впуска, модернизацию привода клапанов и распределительных валов (с диапазоном регулировки в 42 градуса), оптимизированные выпускной коллектор и настройки дедросселированной выпускной системы, а также более эффективный дизайн воздуховодов для снижения потерь давления. Кроме того, на силовом агрегате применена схема с сухим масляным картером, что позволило уменьшить высоту двигателя и снизить центр тяжести автомобиля.
Рабочий объём остался без изменений — 6208 куб. см. Мощность двигателя составляет 571 л. с. (420 кВт) в ранних модификациях, 631 л. с. (464 кВт) — в варианте 2013 года. Крутящий момент при 4750 об/мин. составляет 651 Н·м. От 0 до 100 км/ч SLS AMG с двигателем M159 разгоняется за 3,8 секунды, максимальная скорость составляет 317 км/ч. По заверению компании Mercedes-Benz, в смешанном цикле Mercedes-Benz SLS AMG с двигателем М159 потребляет всего 13,2 литра бензина на 100 км. При этом он соответствует нормам стандартов Евро-5, LEV и ULEV.
В двигателе М159 были использованы кованые поршни, усиленный коленчатый вал, картер с оптимизированной силовой структурой и регулируемый масляный насос. В итоге вес силового агрегата составил 205 кг (0,36 кг массы двигателя на 1 л.с.).
В 2012 году была представлена модификация SLS AMG Black Series, где двигатель M159 претерпел изменения и получил повышение производительности до 631 л.с. (464 кВт). Это стало возможным благодаря:
- увеличению максимального количества оборотов двигателя с 7200 до 8000 в минуту;
- полностью пересмотренному высокоскоростному клапанному механизму с измененными валами;
- модификации всасывающих воздуховодов: было снято ограничение и произведена адаптация к новой максимальной скорости двигателя;
- адаптации условий эксплуатации двигателя и увеличению пикового давления.

Инженеры Mercedes-AMG оптимизировали коленчатый узел в интересах оптимальной стабильности в жёстких условиях гоночного вождения. Они модифицировали масляные отверстия в валу, установили новые подшипники коленчатого вала, новый масляный насос и высокопрочные резьбовые соединения для шатунов. Вся система охлаждения и подачи масла для двигателя и трансмиссии также претерпела дальнейшую оптимизацию. При всех модификациях вес двигателя остался на уровне 205 кг.

### Модификации
| Годы производства | Рабочий объём (диаметр цилиндров × ход поршня) | Степень сжатия (:1) | Мощность @об/мин          | Крутящий момент @об/мин | Автомобили                            |
| ----------------- | ---------------------------------------------- | ------------------- | ------------------------- | ----------------------- | ------------------------------------- |
| 2010—             | 6208 см3, 102,2×94,6 мм                        | 11,3                | 571 л. с. (420 кВт) @6800 | 650 Н·м @4750           | SLS AMG Coupe SLS AMG Roadster (R197) |
| 2012—             | 6208 см3, 102,2×94,6 мм                        | 11,3                | 591 л. с. (435 кВт) @6800 | 650 Н·м @4750           | SLS AMG R197 SLS AMG GT               |
| 2013—             | 6208 см3, 102,2×94,6 мм                        | 11,3                | 631 л. с. (464 кВт) @7400 | 635 Н·м @5000           | SLS AMG Black Series                  |